# Estuaire
Estuaire là một trong 9 tỉnh của Gabon. Tỉnh có diện tích 20.740 km². Tỉnh lỵ là Libreville, cũng là thủ đô quốc gia. Tỉnh này được đặt tên theo Gabon Estuary, nằm ở trung tâm quốc gia.
Rìa tây của tỉnh này là vịnh Guinea. Về phía bắc, Estuaire giáp Guinea Xích Đạo: các tỉnh tỉnh Litoral ở phía tây bắc, tỉnh Centro Sur ở phía đông bắc. Ở trong nước, tỉnh này giáp các tỉnh sau:
- Woleu-Ntem – phía đông
- Moyen-Ogooué - phía nam
- Ogooué-Maritime - tây nam

## Department

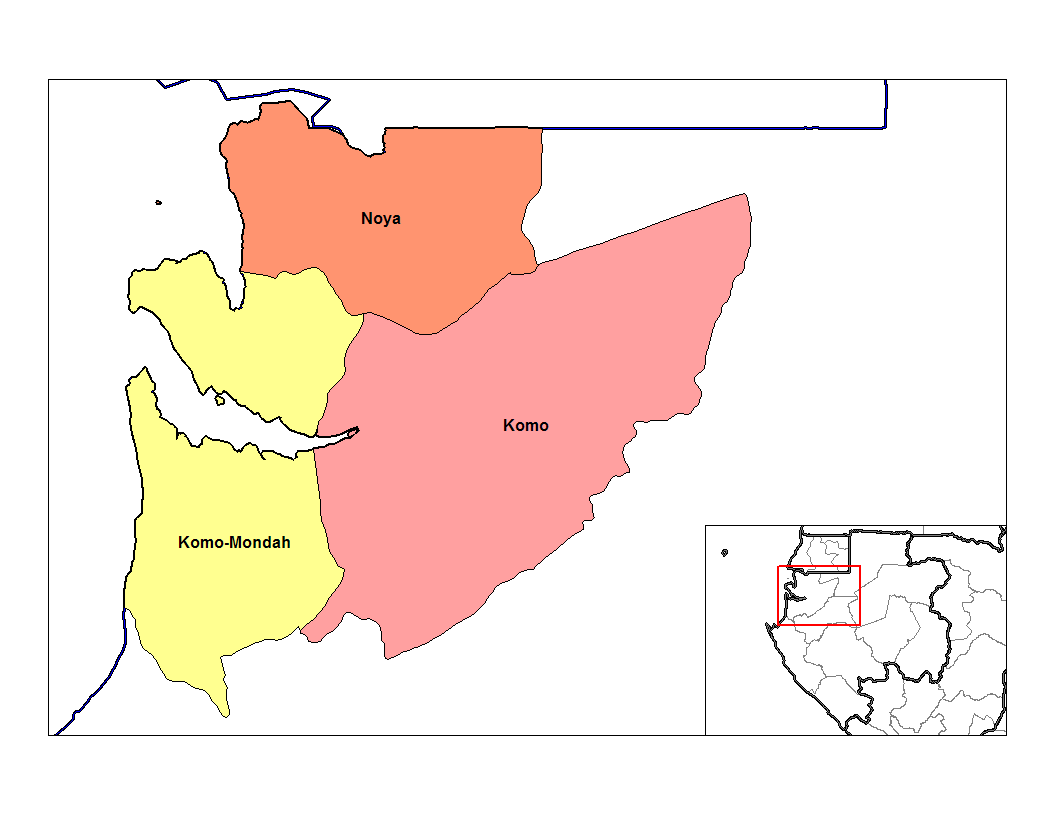
Department của Estuaire

Estuaire được chia thành 3 department:
- Komo Department (Kango)
- Komo-Mondah Department (Ntoum)
- Noya Department (Cocobeach)